# Xyris smalliana
Espèce

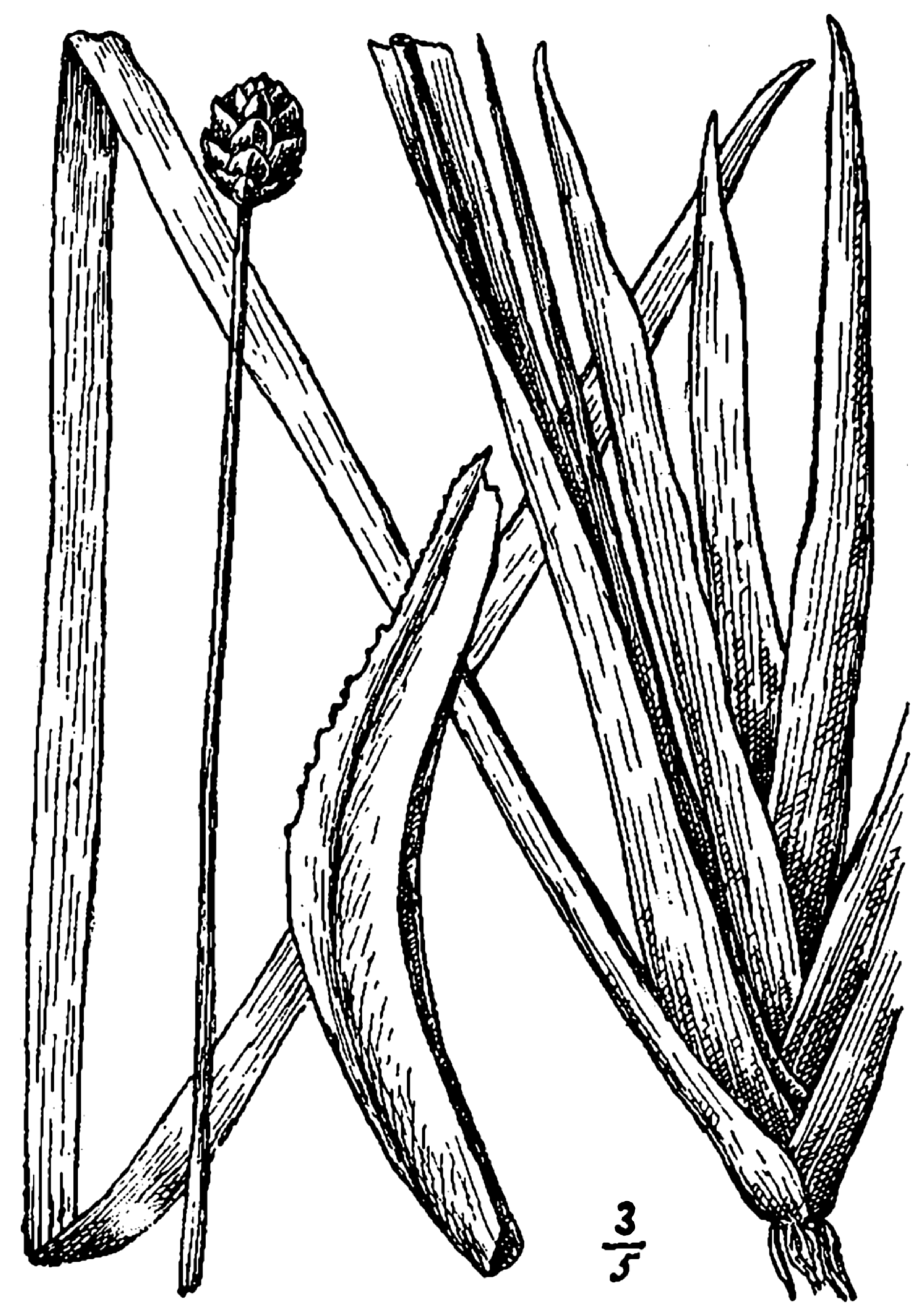
Illustration aux trois cinquièmes.

Xyris smalliana est une espèce de la famille des Xyridaceae. L’herbe aux yeux jaunes de Small est une espèce nord-américaine qui pousse dans la plaine côtière de l'Est et du Sud des États-Unis, du Maine au Texas, ainsi qu'à Cuba, en Amérique centrale et dans l'État de Tabasco dans le Sud du Mexique,,.

## Description
Xyris smalliana est une herbe vivace dont la tige peut atteindre 60 cm de haut et dont les feuilles longues et étroites peuvent atteindre 20 cm de long,.

## Systématique
Le nom correct complet (avec auteur) de ce taxon est Xyris smalliana Nash.
Xyris smalliana a pour synonymes :
- Xyris caroliniana var. olneyi Alph.Wood
- Xyris congdonii Small
- Xyris congdonii Small ex Britton, 1905
- Xyris smalliana var. congdonii (Small) Malme
- Xyris smalliana var. olneyi (Alph.Wood) Gleason